# Ostrołęka (Pajęczno)
Pour les articles homonymes, voir Ostrołęka (homonymie).
Ostrołęka (prononciation [ɔstrɔˈwɛŋka]) est un village de la gmina de Sulmierzyce, du powiat de Pajęczno, dans la voïvodie de Łódź, situé dans le centre de la Pologne.
Il se situe à environ 5 kilomètres au sud-ouest de Sulmierzyce (siège de la gmina), 10 kilomètres à l'est de Pajęczno (siège du powiat) et 73 kilomètres au sud de Łódź (capitale de la voïvodie).

## Administration
De 1975 à 1998, le village était attaché administrativement à l'ancienne voïvodie de Piotrków.

Depuis 1999, il fait partie de la nouvelle voïvodie de Łódź.